# Анна Мария Бранденбург-Ансбахская
Анна Мария Бранденбург-Ансбахская (нем. Anna Maria von Brandenburg-Ansbach; 28 декабря 1526, Крнов — 20 мая 1589, Нюртинген) — принцесса Бранденбург-Ансбахская, в замужестве герцогиня Вюртембергская.

## Биография
Анна Мария — старшая дочь маркграфа Георга Бранденбург-Ансбах-Кульмбахского и его второй супруги Гедвиги Мюнстерберг-Эльсской (1508—1531), дочери герцога Карла I Мюнстерберг-Эльсского. Анна Мария воспитывалась в лютеранском вероисповедании.
24 февраля 1544 года Анна Мария в Ансбахе вышла замуж за будущего герцога Кристофа Вюртембергского. Брак состоялся при посредничестве отца Кристофа герцога Ульриха Вюртембергского. Брак с протестанткой укрепил конфессиональное положение Кристофа. Анна Мария была экономной хозяйкой. На неё было возложено управление придворной аптекой, бесплатно снабжавшей лекарствами нуждающихся.
Смерть мужа ввергла Анну Марию в депрессию, двадцать лет безутешная и полубезумная вдова провела в отведённом ей Нюртингенском дворце. В 45-летнем возрасте она влюбилась в ландграфа Георга Гессен-Дармштадтского, который был вдвое моложе её и впоследствии стал ей зятем. Позднее душевнобольную Анну Марию поместили под постоянный присмотр. Похоронена в монастырской церкви Святого Георга в Тюбингене.

## Потомки
В браке с Кристофом Вюртембергским у Анны Марии родились:
- Эберхард (1545—1568), наследный принц Вюртембергский
- Гедвига (1547—1590), замужем за ландграфом Людвигом IV Гессен-Марбургским (1537—1640)
- Елизавета (1548—1592), замужем за графом Георгом Эрнстом Геннеберг-Шлейзингенским (1511—1583), затем за пфальцграфом Георгом Густавом Фельденц-Лаутереккенским (1564—1634)
- Сабина (1549—1581), замужем за ландграфом Вильгельмом IV Гессен-Кассельским (1532—1592)
- Эмилия (1550—1589), замужем за пфальцграфом Рейхардом Зиммернским (1521—1598)
- Элеонора (1552—1618), замужем за князем Иоахимом Эрнстом Ангальтским (1536—1586), затем за ландграфом Георгом I Гессен-Дармштадтским (1547—1596)
- Людвиг (1554—1593), герцог Вюртемберга, женат на Доротее Урсуле Баден-Дурлахской (1559—1583), затем на Урсуле Фельденцской (1572—1635)
- Максимилиан (1556—1557)
- Ульрих (1558)
- Доротея Мария (1559—1639), замужем за пфальцграфом Отто Генрихом Зульцбахским (1556—1604)
- Анна (1561—1616), замужем за герцогом Иоганном Георгом Легницким (1552—1592), затем за герцогом Фридрихом IV Легницким (1552—1596)
- София (1563—1590), замужем за герцогом Фридрихом Вильгельмом I Саксен-Веймарским (1562—1602)